# Ezio Vendrame
Ezio Vendrame (Casarsa della Delizia, 21 novembre 1947 – San Fior, 4 aprile 2020) è stato un calciatore, allenatore di calcio e scrittore italiano.

## Biografia
Nato a Casarsa della Delizia, a sei anni fu mandato in un orfanotrofio, esperienza difficile che lo segnò per tutta la vita.
Diventò presto un idolo per i tifosi delle squadre in cui giocava, sebbene non avesse sfondato nel calcio. In verità Vendrame rappresenta uno dei più grandi talenti inespressi che il calcio italiano abbia prodotto negli anni settanta, alla stregua di un George Best italiano.
L'allora presidente della Juventus, Boniperti, lo paragonò all'argentino Kempes. Con il suo modo di fare scanzonato, l'aria da hippy, i capelli lunghi, il suo spiccato anticonformismo, si accattivò subito le simpatie dei tifosi del LR Vicenza, per i quali sarà idolo indimenticato.
Già affetto da un tumore, morì a 72 anni a Treviso, il 4 aprile 2020, per complicazioni da Covid-19; da tempo si era ritirato dalla vita pubblica, dopo essere stato anche allenatore e scrittore. 

## Caratteristiche tecniche
Si distinse presto indifferentemente nei ruoli di ala o mezzala, e grazie alla sua abilità con la palla iniziò una trafila tra le giovanili in squadre minori friulane.

## Carriera

### Giocatore
A 13 anni approdò all'Udinese. Passò successivamente alla SPAL, ma per la sua irrequietudine non legò con Paolo Mazza che lo cedette prima alla Torres e poi nel 1969 al Siena. Nell'estate 1971 esordì in Serie A 1971-1972 con il Lanerossi Vicenza, proveniente dal Rovereto, militante in Serie C.
Dopo tre anni al Lanerossi Vicenza, per la stagione 1974-1975 passò al Napoli disputando tuttavia solo tre partite in campionato, prima voluto poi osteggiato dall'allenatore Luis Vinício. Successivamente nel 1975 passò al Padova in Serie C dove rimase due stagioni con 57 presenze. Debuttò il 5 ottobre 1975 in Trento-Padova (1-1). Giocò la sua ultima partita in maglia biancoscudata il 6 giugno 1977 in Padova-Alessandria (0-0).
Passò poi all'Audace San Michele, squadra veronese, in Serie C 1977-1978 e poi tra i dilettanti nel Pordenone contribuendo alla vittoria nel campionato di Serie D 1978-1979 con la promozione in serie C2 e nello Juniors Casarsa dove fu squalificato a vita per aver strappato cartellino e fischietto ad un arbitro nel 1981.
La squalifica a vita fu prima commutata, in sede regionale, in squalifica di 5 anni e poi amnistiata per la vittoria dell'Italia al Mondiale del 1982. A squalifica annullata giocò, nella stagione 1982-83, per i colori dell'Opitergina, con compagni di squadra Renato Faloppa e Gianfranco Zigoni, sfiorando la promozione in serie C2, e quindi, dopo essere tornato nelle file della S.a.S. Juniors, dove terminò la carriera di calciatore nella stagione 1985-86, iniziò quella di allenatore.

### Allenatore
Dopo aver appeso le scarpette al chiodo, allenò i ragazzi del settore giovanile del Casarsa (gli allievi), per tre anni quelli del Pordenone, per uno quelli del Venezia e successivamente quelli della Sanvitese per undici anni (principalmente i pulcini, di cui aveva una vera venerazione perché, diceva, non avevano ancora avuto il tempo di trovare qualcuno che gli mettesse "i paletti nell'anima"). Allenò pure la prima squadra della Tilaventina, di un paese vicino a San Vito al Tagliamento, in Terza Categoria.

## Scrittore
Ritiratosi a vita privata nella campagna friulana, dedicandosi ai suoi hobby (tra cui suonare la chitarra e scrivere poesie), ha pubblicato alcuni libri nell'ultimo decennio in cui raccoglie le sue esperienze di vita e di calciatore (fra i quali "Se mi mandi in tribuna godo"), nel quale ricorda fra i suoi pochi rammarichi, il tunnel fatto al suo idolo, Gianni Rivera, quasi come una mancanza di rispetto verso il grande campione del Milan.

## Controversie e fatti salienti
- Quando giocava in Serie C nel Padova in una partita a dir suo combinata e destinata allo 0-0 contro la capolista Cremonese, con all'epoca capitano Emiliano Mondonico, per dare una scossa ai presenti dribblò l'intera sua squadra da un lato all'altro del campo senza che nessuno potesse fermarlo, fino a fintare il tiro davanti al proprio portiere, che inutilmente si tuffò su di lui cercando di levargli il pallone; si fermò in prossimità della linea di porta e ritornò indietro ("così l'emozione era salva" racconterà poi Vendrame nel suo Se mi mandi in tribuna godo): un tifoso sugli spalti morì d'infarto e quando questo gli fu riferito Vendrame rispose chiedendo come fosse possibile che un debole di cuore andasse a vederlo giocare[senza fonte].
- Sempre con il Padova, l'episodio del suo cedimento, poi rientrato, dinanzi alle proposte di giocare male la partita contro l'Udinese (sua ex squadra) che stava lottando per la promozione dalla C alla B: in quell'annata il Padova, che navigava in cattive acque finanziarie, pagava ai suoi giocatori i premi partita "minimi" stabiliti dalla FIGC: 22 000 lire a punto. L'emissario della squadra friulana gli offrì 7 000 000 di lire per una "prestazione scadente". Vendrame inizialmente accettò ("avevo giocato male molte altre volte... e gratis"), ma una volta entrato in campo, sentendo che il pubblico friulano fischiava sonoramente il suo nome pronunciato dagli altoparlanti ad inizio partita, cambiò idea e decise che doveva "punire quel pubblico di ingrati... fanculo i sette milioni, viva le 44 000 lire", dirà anni dopo. Il Padova vinse 3-2 con una sua doppietta e memorabile fu il secondo gol, segnato direttamente da calcio d'angolo: prima di tirare fece il gesto di soffiarsi il naso sulla bandierina del corner e di dichiarare, a gesti, ai tifosi avversari che da lì avrebbe realizzato direttamente, come accadde.
- Negli anni settanta fu amico del cantautore Piero Ciampi. Durante un incontro allo stadio Appiani con la maglia del Padova fermò il gioco, prendendo il pallone in mano, per salutarlo pubblicamente, dopo averlo riconosciuto per caso sugli spalti.
- Nell’album dei calciatori Panini 1967-68 è protagonista di un errore. Nella squadra della Spal è stampata una figurina con la sua immagine, ma appare con il nome del compagno di squadra Gildo Rizzato e con i dati anagrafici di quest'ultimo.[5]

## Palmarès

### Giocatore

#### Competizioni nazionali
- Serie D: 2

Pordenone: 1978-1979
Juniors Casarsa: 1979-1980

## Opere
- Io di nascosto, Pasian di Prato, Campanotto, 1994, ISBN non esistente.
- Senza alcun anticorpo, Udine, Campanotto, 1994, ISBN non esistente.
- Inamovibilità di un marchio, Pordenone, Biblioteca dell'immagine, 1997, ISBN non esistente.
- Quel che rimane... Le non poesie di un non poeta, Rodeano Alto, LitoImmagine, 1998, ISBN non esistente.
- Un farabutto esistere, Pordenone, Biblioteca dell'immagine, 1999, ISBN non esistente.
- Le cose della vita, Pordenone, Biblioteca dell'immagine, 2002, ISBN 88-87881-63-4.
- Se mi mandi in tribuna, godo, Pordenone, Biblioteca dell'immagine, 2002, ISBN 88-87881-75-8.
- Ezio Vendrame, Gianfranco Zigoni, Dio Zigo pensaci tu, Pordenone, Biblioteca dell'immagine, 2003, ISBN 88-87881-82-0.
- Vietato alla gente perbene, Pordenone, Biblioteca dell'immagine, 2003, ISBN 88-87881-90-1.
- Il mio cuore stuprato, Pordenone, Biblioteca dell'immagine, 2004, ISBN 88-87881-95-2.
- Una vita fuorigioco, Milano, Rizzoli, 2004, ISBN 88-17-00309-3.
- Calci al vento, Milano, Rizzoli, 2005, ISBN 88-17-00779-X.
- Il mio miele ti avvelenerà, Milano, Arnoldo Mondadori Editore, 2006, ISBN 88-04-55705-2.
- Via Quarto 49, Pordenone, Biblioteca dell'immagine, 2009, ISBN 978-88-6391-011-7.
- Capolavoro dell'inutile. Treviso. Devanzis, 2013. ISBN 978-88-95735-05-4